# 크리스마스
크리스마스(영어: Christmas, X-mas 또는 Christmas Day) 또는 성탄절(聖誕節)은 예수의 탄생을 기리는 축일로, 날짜는 매년 12월 25일이다. 기독교에서는 이미 보편교회 시기인 2세기경에 예수의 탄신을 기념하였으며 3~4세기 무렵부터 현재의 12월 25일을 성탄절로 정해 기념하고 있다.
크리스마스라는 단어는 일반적으로 성스러운 사람의 탄생을 축하하는 명절이라는 의미이다. 여호와의 증인을 제외한 기독교에서는 매년 12월 24일부터 다음 해 1월 6일까지 예수의 탄생을 축하하는 명절로 기념하고 있다. 주로 기독교 문화권의 영향이 강한 나라에서 12월 25일을 크리스마스가라고 하며, 과거 서구 열강의 식민지나 조차지였던 나라로 기독교 문화의 영향력이 강한 나라인 필리핀, 싱가포르, 인도네시아, 홍콩, 마카오 등에서 공휴일로 지정된 이날을 기독교 문화권이 아닌 동북아시아에서 대한민국이 유일하게 공휴일로 지정하였다.
현재는 기독교 문화권이 강한 지역에서 종교적인 의미를 초월하여 문화적인 행사로 발전하였다. 크리스마스는 기독교에서 부활절 다음으로 가장 중요한 명절이자 교회력 절기인데, 전통적으로 교회에서는 크리스마스는 전 4주일 동안 예수가 세상에 다시 올 것을 기다리는 대림절(강림절, 대강절)로 지킨다. 미군정 체제에서 공휴일로 지정된 크리스마스는 대한민국 정부 수립 이후 1949년 6월 4일 대통령령 "관공서의 공휴일에 관한 규정"에서 당시 인구의 3%였던 기독교 신자들의 기념일로 '기독탄신일(基督誕辰日)'로 정하였다.
거의 모든 기독교인들, 동방교회와 서방교회의 기독교 교단 신자들은 크리스마스를 2세기부터 이어진 교회 전통으로 여기며 예수의 탄생을 기념하고, 성탄 절기에 맞는 종교 모임을 갖는다. 반면, 성경에서 예수의 정확한 탄생일을 확인할 수 없고 역사적으로 로마에서 태양신을 숭배하던 이교(異敎)의 축제일과 같다는 사실과 1세기부터 2세기까지 초기의 기독교인들이 이날을 지키지 않았다는 이유로 기념하지 않는 급진적 개혁주의자인 기독교인들도 있다.

## 이름
크리스마스(문화어: 흐리스또스)는 라틴어 '그리스도'(라틴어: Christus 크리스투스[*])와 '모임'(라틴어: massa 마사[*])에서 온 영어 단어다. 프랑스어로 '노엘'(프랑스어: Noël), 독일어로 '바이나흐튼'(독일어: Weihnachten), 스페인어로 '나비닷'(스페인어: Navidad), 핀란드어로 '요울루'(핀란드어: joulu), 그리스어로 (그리스어: Χριστούγεννα 흐리스투겐나[*])라고 한다.
크리스마스는 라틴어 "그리스도"(Christus)와 "모임"(massa)의 합성어로서, '그리스도 모임' 즉 '그리스도의 탄생을 기념하는 모임'으로 기독교예식을 의미한다. 현재 동방 정교회나 개신교에서는 "그리스도의 예배"로 로마 가톨릭교회에서는 "그리스도의 미사"로 번역한다. 이날은 역사적인 그리스도의 기념일로 율리우스력과 그레고리력의 역법에 따라 날짜 차이가 있기는 하지만, 기록에 따르면 알렉산리아와 같은 라틴어 지역을 중심으로 시작되어 약 1,700여 년 이상 기념해 왔다.
'Χ - mas' 또는 'Χ-mas'는 영어권에서 관용적으로 '엑스마스'라고 읽기도 하나, 이는 로마문자의 '엑스(X)'가 아닌 '그리스도(크리스토스, Χριστός)'의 그리스어 첫 글자인 그리스문자 '키(Χ)'에 영어로 미사의 의미인 '마스(mas)'를 붙여서 쓴 것이다. 따라서 원칙적으로 '크리스마스'로 읽는 것이 맞다.

## 유래
크리스마스 유래에 대한 주장은 크게 두 개의 시각이 있다. 교회의 전통으로 교회 내에서 시작된 것으로 보는 시각과 로마제국의 전통으로 로마의 절기를 흡수한 것으로 보는 시각이 있다.

### 교회의 전통

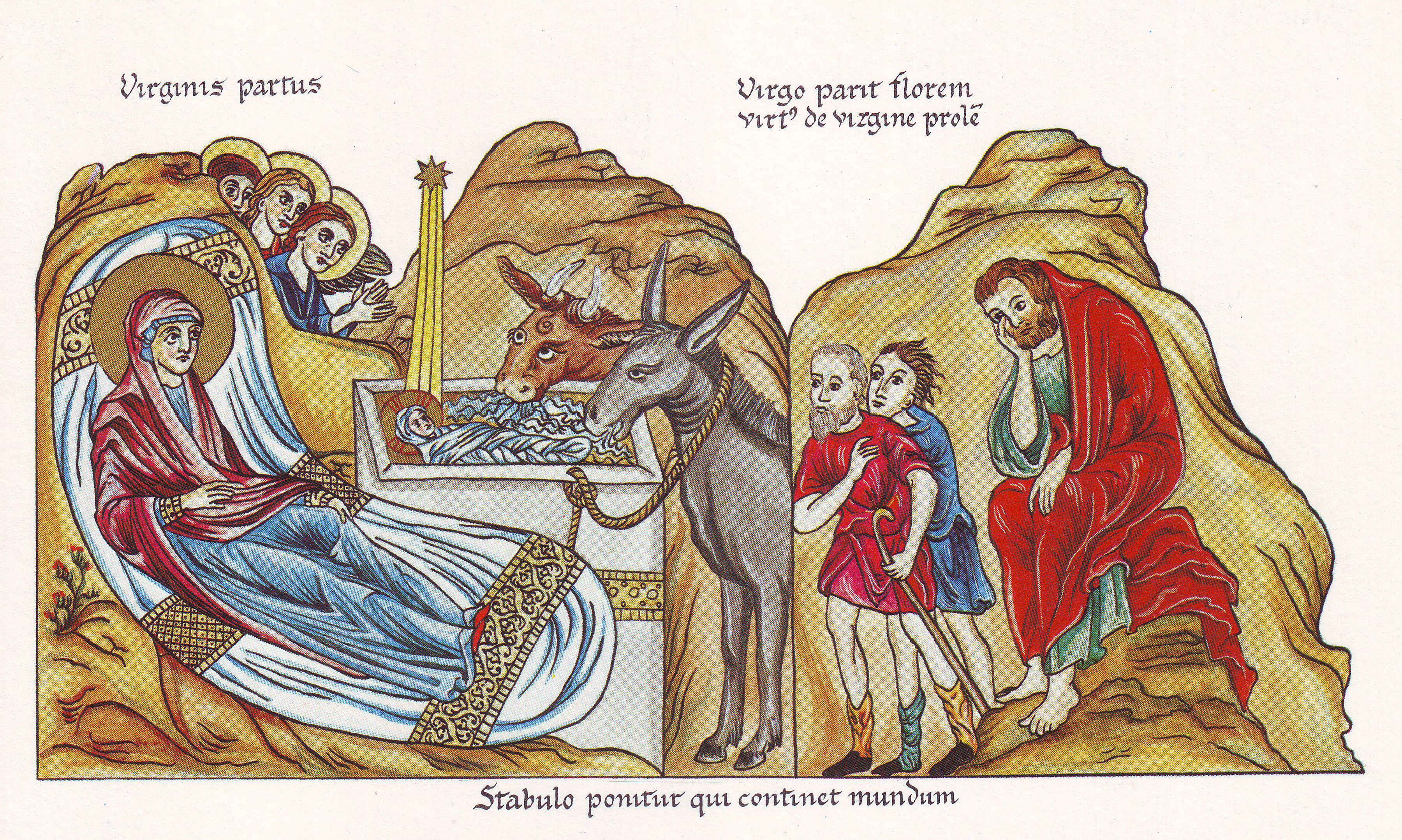
그리스도의 탄생, 란츠베르크의 헤라드(12세기)가 그린 호르투스 델리시아룸의 중세 삽화

1세기의 저작인 신약성경에는 그리스도의 탄생에 대한 사건만 기록되었을 뿐 날짜는 기록되지 않았다.
2세기 초반, 초기 교회 기록에 따르면 "그리스도인들은 주님의 탄생을 기억하고 기념했다"는 내용이 나타난다. 이는 "평범한 신자들의 진정한 신심에서 자연스럽게 발생한 관습"이었으나, "정해진 날짜에 대해서는 합의가 없었다". 그러나 12세기 교회사가 니키포로스 칼리스토스 크산토풀로스에 의하면 1세기 안티오키아의 주교 에우오디오스가 12월 25일을 그리스도의 탄생을 언급했다고 말한다. 또한 교부 히에로니무스는 예루살렘의 주교 알렉산드로스도  동일한 언급이 있다고 말했다. 기독교 공인 이전인 2세기 중엽이 지나며 알렉산드리아의 클레멘스는 그의 저술에서 그리스도 탄생에 대한 관심과 탄생 일자에 대한 주장들을 기록하였다. 그리고 2세기 후반이 지나면서 점차 그리스도의 수난일인 로마 태양력(율리우스력) 3월 25일(유대력 니산월 14일)을 수태일로 동일시하는 신학적 기준이 나타나기 시작하였다.
예수의 생일을 12월 25일로 명시한 현존하는 최초의 문서는 필로칼루스의 달력으로도 알려진 354년 크로노그래프이며, 여기에는 솔 인빅투스(Sol Invictus, '무적의 태양')의 탄생일로도 기록되어 있다. 역사학자들은 이 텍스트의 해당 부분이 서기 336년에 로마에서 작성되었다는 데 대체로 동의한다. 이는 337년부터 352년까지 로마 주교로 재임한 교황 율리오 1세가 날짜를 공식적으로 지정했다는 주장과 일치한다.
비록 크리스마스는 초기 기독교 저술가인 이레네오와 테르툴리아누스가 언급한 축제 목록에 포함되지는 않았으나, 다른 교부인 요한네스 크리소스토모스, 히포의 아우구스티누스, 히에로니무스는 4세기 말에 작성한 기록에서 12월 25일을 성탄절로 기록했다. 특히 4세기 교부인 히포의 아우구스티누스와 기독교의 이단으로 구분되었던 도나투스주의자들 간의 논쟁에서 교회가 공인되기 전부터 12월 25일을 그리스도의 탄생일로 지켰다는 기록이 나온다. 특히 히포의 아우구스티누스의 기록인 《삼위일체론》(De Trinitate) 4권 5장의 기록에 따르면 "예수께서는 3월 25일에 수태되셨다. (중략) 전통에 따르면 예수께서는 12월 25일에 태어나셨다."라고 기록하고 있다. 그는 이미 12월 25일이 전통 즉 초대교회부터 내려온 것이라고 기록한다. 교회의 전통에서 수난일이며 동시에 수태일인 3월 25일부터 상징적인 9개월 이후인 12월 25일을 기독교의 그리스도론적 개념으로 탄생일로 본다는 기록이다.
12월 25일은 로마 제국에서 전통적인 동지(冬至)의 날짜였으며, 대부분의 그리스도인이 로마 제국에 거주하던 당시, 274년부터 로마의 축제인 디에스 나탈리스 솔리스 인빅티(Dies Natalis Solis Invicti, ‘무적의 태양 탄생일’)가 이 날짜에 개최되었다.
반면 동방에서는 예수의 탄생이 1월 6일 주현절과 관련하여 기념되었다. 이 축일은 동방박사의 방문에 대한 기념일로, 실제로는 그리스도의 탄생보다 그의 세례를 기념하는 데 초점이 맞추어져 있었다. 크리스마스는 378년 아드리아노폴리스 전투에서 친아리우스파 황제 발렌스가 사망한 이후 정통 기독교 부흥 정책의 일환으로 동방 기독교에서 장려되기 시작했다. 이 축일은 379년에 콘스탄티노폴리스에도 도입되었고, 4세기 말 요한네스 크리소스토무스에 의해 안티오키아에도 전파되었는데 아마도 388년에 도입된 것으로 보인다. 알렉산드리아에는 그 다음 세기에 크리스마스가 전해졌다. 조지아에서 발견된 이아드가리(Iadgari) 문헌은 최소 6세기부터는 예루살렘에서 크리스마스가 기념되었음을 보여준다.

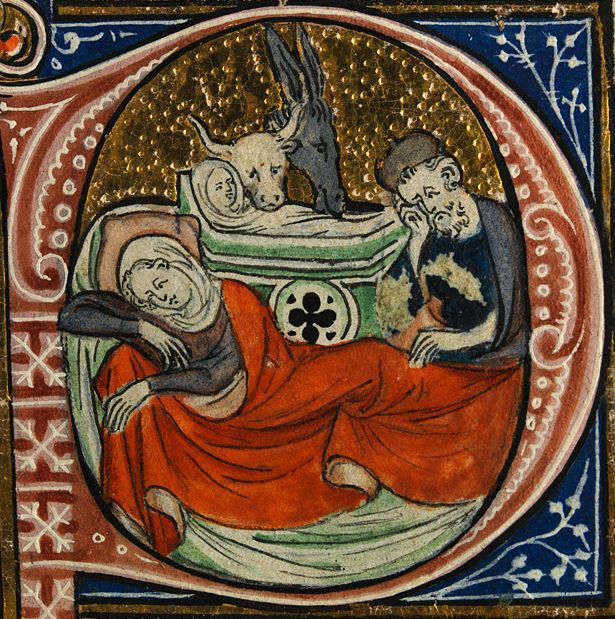
14세기 미사 전례서, 연중 미사 거행에 필요한 텍스트와 음악이 수록된 전례서의 성탄 삽화.

중세 초기에는 크리스마스가 서방 기독교에서 동방박사의 방문을 강조한 주현절에 가려졌다. 그러나 시간이 지나며 크리스마스와 관련된 축일들이 더욱 강조되기 시작했다. 성탄절 전 40일은 “성 마르티노 40일”로 알려졌는데, 이는 투르의 성 마르티노 축일인 11월 11일에서 유래한 것으로 오늘날의 대림절로 이어졌다. 이탈리아에서는 과거 사투르날리아(Saturnalia) 축제의 전통이 대림절과 결합되었다. 12세기경, 이러한 전통은 다시 12월 25일부터 1월 5일까지 이어지는 '크리스마스 12일'로 확장되었는데, 전례력에서 성탄 시기(Christmastide) 또는 열두 거룩한 날(Twelve Holy Days)로 표시되는 날이 바로 그것이다.
567년, 투르 공의회는 성탄 시기를 제정하면서 “성탄절부터 주현절까지의 12일을 신성하고 축제적인 기간”으로 선포하고, 이 축일을 준비하기 위한 대림절 단식 의무를 확립했다. 이는 태양력을 사용하는 율리우스력과 동방 속주들의 음력을 조정하고자 한 로마 제국의 행정적 조치였다.
성탄절의 중요성은 점진적으로 증가했는데, 800년 성탄절에 열린 카롤루스 대제의 대관식이 계기가 되었다. 855년에는 순교왕 에드먼드가 성탄절에 즉위하였으며, 1066년 잉글랜드의 윌리엄 1세도 성탄절에 대관식을 가졌다.
중세 성기로 접어들면서 크리스마스는 매우 중요한 축일이 되었고, 여러 사료들에서도 주요 귀족들이 어디에서 크리스마스를 기념했는지를 기록되기 시작했다. 1377년, 잉글랜드의 리처드 2세는 성탄절 연회를 열었는데 이 자리에서 28마리의 소와 300마리의 양이 잡혔다. 게르만족의 전통 축제인 '율'의 풍습에서 따와 멧돼지 머리를 장식하는 것은 중세 성탄절 연회에서 흔히 볼 수 있는 특징이었다. 크리스마스 캐럴도 이 시기에 인기를 끌었는데, 원래는 주창자와 합창을 맡은 원형의 무용수들이 춤을 추며 노래를 부르는 것에서 유래하였다. 당시 캐롤은 음탕하다는 비난을 받았는데, 이는 사투르날리아와 율 축제의 무질서한 전통이 이러한 형태로 이어졌기 때문인 것으로 추정된다. 또한 ‘미스룰’(Misrule)이라 부르는 음주, 방탕, 도박의 삼요소 역시 크리스마스 축제에서 빠질 수 없었다. 당대 잉글랜드에서는 크리스마스가 지나 새해 첫날에 선물을 교환했는데, 개중에는 특별히 주조한 크리스마스 에일도 있었다.
중세 시대 크리스마스는 공공 축제로 아이비, 호랑가시나무 등의 상록수를 장식으로 사용했다. 중세의 성탄 선물은 주로 소작인과 지주처럼 법적 관계에 있는 사람들 사이에서 이루어졌다. 영국에서는 매년 성탄절에 먹고, 춤추고, 노래하며, 스포츠와 카드 놀이를 즐기는 문화가 확산되었고, 17세기까지 성탄절에는 성대한 연회와 화려한 가면극 및 행렬이 이루어졌다. 1607년, 제임스 1세는 성탄절 밤에 연극을 공연하고 궁정에서 놀이를 즐길 것을 지시하기도 했다. 16~17세기 유럽의 종교개혁 시기에 많은 개신교도들은 크리스마스에 선물을 가져다주는 인물의 상징을 아기 예수 또는 크리스킨들(Christkindl)로 바꾸었고, 선물을 주는 날짜도 12월 6일에서 성탄절 전야로 변경되었다.

### 17세기와 18세기
종교개혁 이후, 성공회와 루터교를 포함한 많은 개신교 교파들은 크리스마스를 계속해서 특별한 교회 절기로 기념했다. 1629년, 성공회 시인 존 밀턴은 《그리스도 탄생의 아침에》(On the Morning of Christ's Nativity)라는 시를 썼는데 이후 성탄절기에 많은 사람들에게 낭독되었다. 캘리포니아 주립 대학교 치코 캠퍼스의 교수 도널드 하인츠(Donald Heinz)는 마르틴 루터가 “독일에서 독특한 성탄 문화를 시작했으며, 이는 북아메리카에서 많이 모방되었다”고 보았다. 네덜란드 개혁교회의 교인들 사이에서도 크리스마스는 주요 복음주의 축제 중 하나로 기념되었다.
그러나 17세기 잉글랜드에서는 청교도들이 크리스마스를 가톨릭의 발명품이자 “교황주의의 잔재” 또는 “짐승의 누더기”라며 강하게 비난했다. 이에 반해, 성공회는 축제일, 참회 절기, 성인 축일을 더욱 성대히 기념해야한다고 보았다. 이러한 전례력 개혁은 성공회파와 청교도파 사이의 주요 갈등 요소가 되었다. 로마 가톨릭 교회 또한 크리스마스를 더욱 종교적인 형태로 장려했다. 잉글랜드의 찰스 1세는 귀족과 지주들에게 한겨울에 영지로 돌아가 옛 성탄절 전통을 유지하라고 지시했다. 그러나 잉글랜드 내전에서 의회파가 찰스 1세에게서 승리한 후 세워진 청교도 정부는 1647년에 성탄절 기념을 공식적으로 금지했다.
곧이어 성탄절 금지에 반대하는 시위가 일어났고, 여러 도시에서 친성탄절 폭동이 발생했다. 캔터베리는 몇 주 동안 폭도들이 장악했으며, 이들은 문을 호랑가시나무로 장식하고 왕당파의 구호를 외쳤다. 이전에 청교도 정부는 일요일에 스포츠를 즐기는 것도 금지했는데, 이번에 크리스마스를 금지하자 군중은 축구공을 시위의 상징물로 내세우기도 했다. 1652년에 출판된 《성탄절의 변호》(The Vindication of Christmas)라는 책은 청교도에 반대하며, 전통적인 잉글랜드 성탄절 풍습인 성대한 저녁 식사, 불에 구운 사과, 카드 놀이, 밭을가는 소년들과 하녀들과의 춤, 올드 파더 크리스마스(Old Father Christmas), 캐롤 등의 관습을 계속 유지해야한다고 주장했다. 성탄절 금지 기간에도 예수 탄생을 기리는 비밀 종교 의식이 계속되었고, 사람들은 몰래 캐럴을 불렀다. 1660년, 찰스 2세의 왕정 복고와 함께 청교도 법안이 무효화되면서 크리스마스는 잉글랜드에서 합법적인 공휴일로 복원되었고, 자유롭게 기념되기 시작했다.

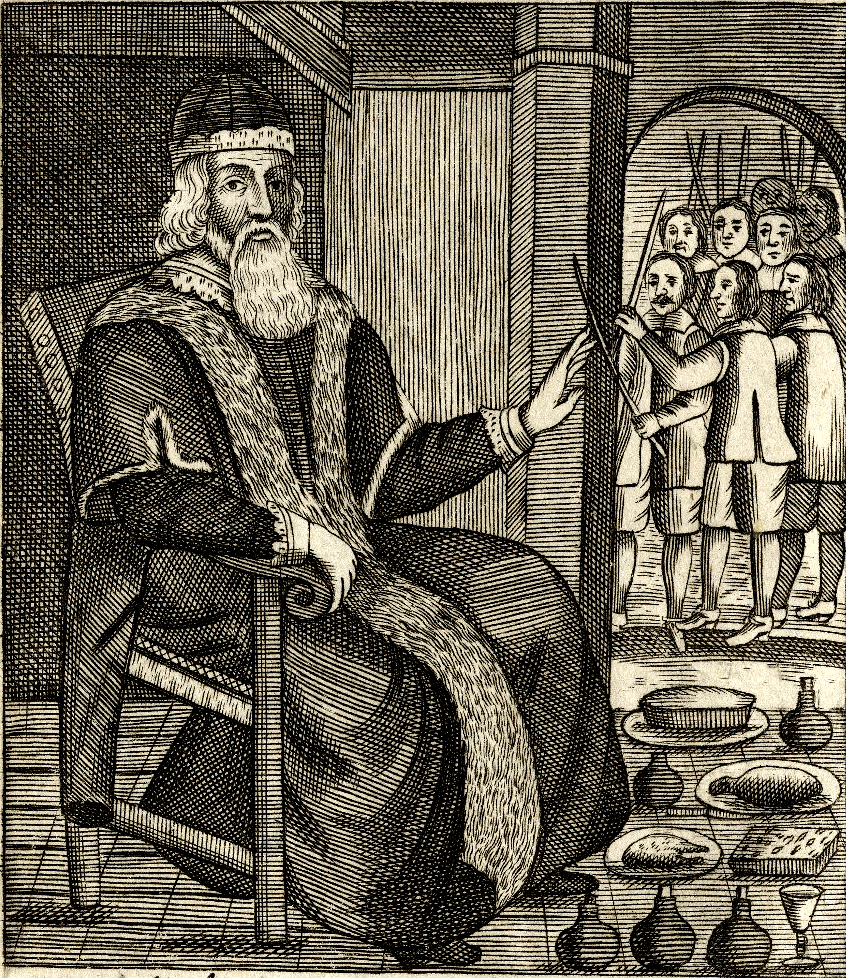
크리스마스가 영국에서 기념일로 복권된 후 출간된 '파더 크리스마스의 시험과 재판'(1686)에 실린 삽화.

그러나 여전히 많은 칼뱅주의 성직자들은 크리스마스를 기념하는 것에 반대했다. 이전에도 스코틀랜드에서는 장로교가 성탄절 준수를 비판했고, 제임스 6세가 1618년에 크리스마스를 기념하라고 명령한 적이 있음에도 불구하고 성탄절에 교회 출석률은 저조했다. 스코틀랜드 의회는 1640년에 공식적으로 크리스마스를 폐지하며 교회가 “미신적인 축일 준수로부터 정화되었다”고 주장했다.
잉글랜드, 웨일스, 아일랜드에서는 크리스마스가 관습법상 공휴일이었으나, 스코틀랜드에서 크리스마스가 공식적으로 은행 공휴일로 지정된 것은 1871년이었다. 찰스 2세의 왕정 복고 이후, 제임스 우드퍼드(James Woodforde)가 18세기 후반에 작성한 일기에는 여러 해 동안 성탄절과 그 계절의 축제를 기념한 기록이 상세히 남아 있다.
잉글랜드와 마찬가지로, 영국의 식민지였던 미국의 청교도들도 성탄절 기념을 강하게 반대했다. 뉴잉글랜드의 필그림들은 신대륙에서 맞이한 첫 번째 12월 25일을 평소처럼 일하며 보냈다. 코튼 매더와 같은 청교도들은 성경에 크리스마스를 언급한 부분이 없다는 이유와 당시 성탄절 축제가 소란스러운 행위로 가득하다는 이유로 이를 비난했다. 뉴잉글랜드의 많은 비청교도들은 노동계층이 잉글랜드에서 기념했던 크리스마스를 더 이상 기념할 수 없다는 것에 안타까워했다. 보스턴에서는 1659년에 성탄절 기념이 금지되었다. 이 금지는 1681년 에드먼드 안드로스 영국 총독에 의해 해제되었지만, 보스턴 지역에서 다시 크리스마스 축제가 부활한 것은 19세기 중반이 되어서였다.
한편, 버지니아와 뉴욕의 기독교인들은 크리스마스를 자유롭게 기념했다. 펜실베이니아의 독일계 이민자들, 특히 펜실베이니아의 베들레헴, 나사렛, 리티츠, 그리고 노스캐롤라이나의 와코비아(Wachovia) 지역에 정착한 모라비아 형제회 교도들은 크리스마스를 열렬히 기념했다. 베들레헴의 모라비안 교도들은 미국에서 처음으로 크리스마스 트리와 구유 장식을 도입했다. 미국 독립 전쟁 이후, 크리스마스는 영국의 풍습으로 간주되어 미국에서 인기가 줄었다. 1776년 12월 26일, 조지 워싱턴은 트렌턴 전투에서 성탄절 다음 날에 헤센병 군대를 공격했는데, 당시 크리스마스는 미국보다 독일에서 훨씬 더 인기 있는 축일이었다.
프랑스 혁명 시기에는 무신론을 표방한 이성 숭배의 이념이 유행하며 성탄절 종교 의식이 금지되었고, 반교권주의 정책에 따라 왕 케이크는 평등 케이크로 개명되었다.

### 19세기

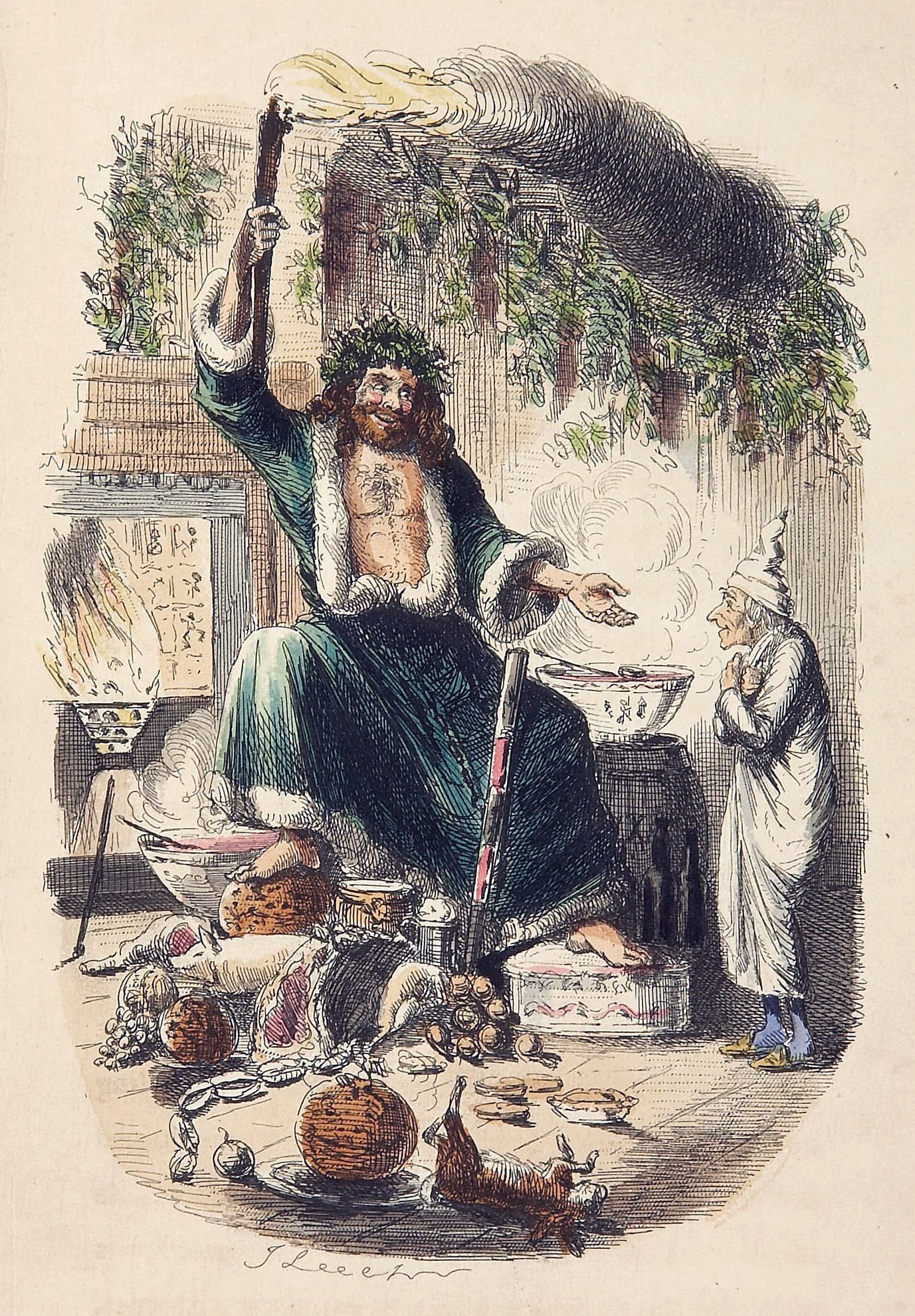
스크루지와 크리스마스 선물의 유령. 찰스 디킨스의 《크리스마스 캐럴》(1843년)에서 발췌

19세기 초, 크리스마스 축제와 예배는 영국 성공회에서 옥스퍼드 운동이 일어나면서 널리 퍼지게 되었다. 이 운동은 기독교에서 크리스마스의 중요성과 가난한 사람에 대한 자선을 강조했다. 동시에 워싱턴 어빙, 찰스 디킨스 등 여러 작가들은 가족, 어린이, 따뜻한 마음씨, 선물과 산타클로스(어빙) 또는 파더 크리스마스(디킨스)를 강조했다.
19세기 초 작가들은 튜더 시대의 크리스마스를 진정한 기쁨이 넘치는 시기로 묘사했다. 1843년 찰스 디킨스는 소설 《크리스마스 캐럴》을 집필했는데, 이 출간 직후 큰 인기를 끌었으며, 크리스마스를 가족, 선의, 연민을 강조하는 명절로 그려내어 크리스마스 ‘정신’과 즐거움을 되살리는 데 기여했다.
디킨스는 크리스마스를 가족 중심의 관대함의 축제로 만들고자 했으며, “예배와 축제가 사회적 화해라는 맥락에서 이루어지게” 했다. 디킨스는 ‘캐럴 철학’이라고 불리는 인도주의적 비전을 명절에 투영하면서, 서양 문화에서 오늘날까지 이어지는 가족 모임, 계절 음식과 음료, 춤, 놀이, 그리고 너그럽고 따뜻한 정신 등 크리스마스의 이미지를 만들어냈다. “메리 크리스마스”라는 인사 역시 이야기 속에 등장하여 작품과 함께 널리 퍼졌다. 이는 옥스퍼드 운동과 앵글로가톨릭주의의 성장과 맞물려 전통 의식과 종교적 예배의 부흥을 이끌었다.

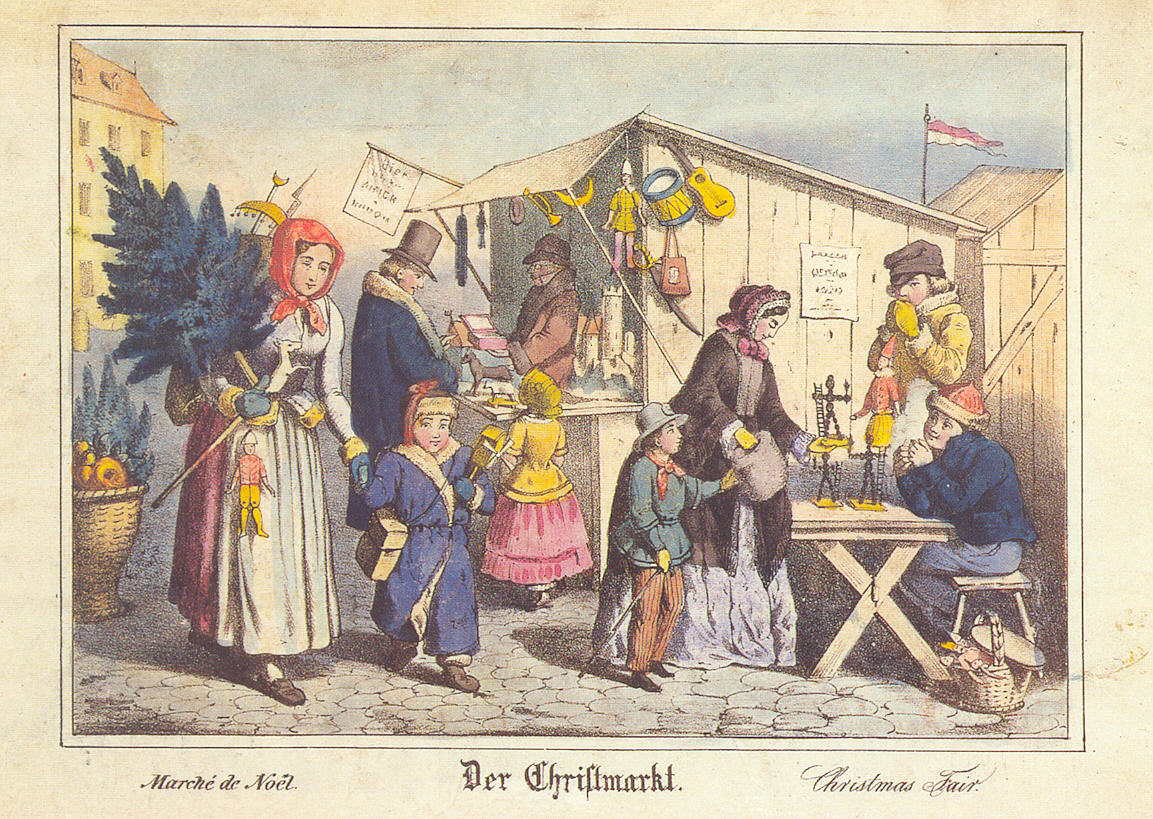
독일 뉘른베르크의 크리스트킨들스마르크트(크리스마스 시장)를 보여주는 19세기 석판화

또한 디킨스의 작품이 널리 퍼지며 ‘스크루지(Scrooge)’라는 용어는 ‘구두쇠’와 동의어가 되었고, “Bah! Humbug!”라는 표현은 크리스마스의 축제 정신을 경멸하는 태도를 상징하게 되었다. 이와 맞물려 1843년, 헨리 콜 경이 최초의 상업용 크리스마스 카드를 제작했다. 크리스마스 캐럴 음악의 부흥은 1833년 윌리엄 샌디스(William Sandys)의 《고대와 현대의 크리스마스 캐럴》에서 시작되었으며, 여기에는 ‘The First Noel(저들밖에 한밤중에)’, ‘I Saw Three Ships’, ‘Hark the Herald Angels Sing(천사 찬송하기를)’, 그리고 ‘God Rest Ye Merry, Gentlemen(만백성 기뻐하여라)’ 등의 캐럴들이 처음 인쇄되었다. 또한 이 노래들은 디킨스의 소설을 통해서도 널리 알려지게 되었다.

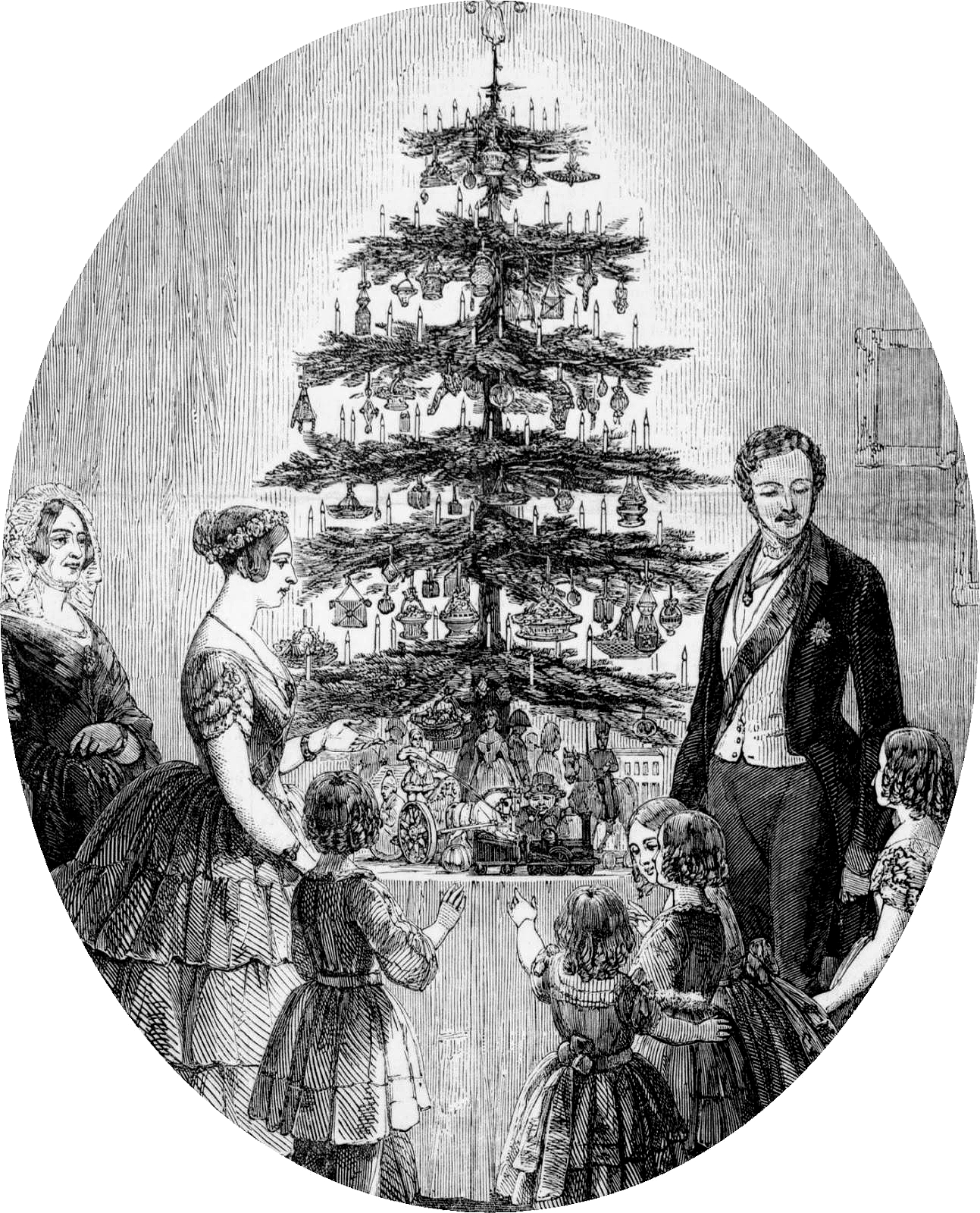
1848년 <일러스트레이티드 런던 뉴스>에 실린 윈저성에 장식된 여왕의 크리스마스 트리

영국에서 크리스마스 트리는 독일 출신의 샬럿 왕비에 의해 19세기 초에 도입되었다. 1832년, 훗날 빅토리아 여왕이 될 어린 빅토리아는 빛과 장식품, 그리고 주변에 놓인 선물로 장식된 크리스마스 트리에 대한 기쁨을 기록했다. 빅토리아가 독일인 사촌인 앨버트 공과 결혼한 후, 1841년경에는 이 풍습이 영국 전역으로 확산되었다. 1848년, 윈저성에서 크리스마스 트리와 함께 있는 영국 왕실의 모습이 〈일러스트레이티드 런던 뉴스〉에 실리면서 큰 화제를 모았다. 이 그림은 1850년 필라델피아의 〈고디스 레이디스 북〉에 조금 수정되어 실렸다. 1870년대에는 미국에서도 크리스마스 트리를 세우는 것이 일반화되었다.
미국에서는 1820년대 워싱턴 어빙의 여러 단편이 크리스마스에 대한 관심을 되살렸다. 그의 작품 《신사 제프리 크레용의 스케치북》과 《올드 크리스마스》에 실린 이야기들은 그가 영국 버밍엄의 애스턴 홀에서 경험했던 따뜻하고 조화로운 크리스마스 축제를 묘사했는데, 이러한 축제들은 당시 거의 사라진 상태였다. 어빙은 1652년에 쓰인 크리스마스 변호(Vindication of Christmas)에서 고대 영국의 크리스마스 전통을 가져와 자신의 일기에 필사한 내용을 바탕으로 이야기를 재구성한 것이다.

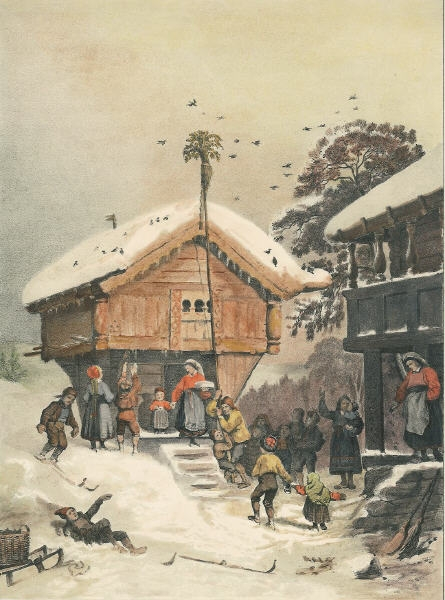
아돌프 티드먼드의 노르웨이 크리스마스, 1846년 그림

1822년, 클레멘트 클라크 무어는 ‘크리스마스 전날 밤’이라는 첫 구절로도 잘 알려진 시 〈성 니콜라우스 방문기〉를 썼다. 이 시는 선물을 주고받는 전통을 대중화하는 데 기여했으며, 크리스마스 시즌의 쇼핑은 시장에서도 중요한 의미를 가지기 시작했다. 이로 인해 크리스마스의 영적 의미와 상업주의 간의 문화적 갈등이 시작되었고, 일부 사람들은 이를 기념일이 세속화 된 것으로 보았다. 1850년에 출간된 해리엇 비처 스토의 저서 《뉴잉글랜드에서의 첫 크리스마스》에는 쇼핑 열풍 속에서 크리스마스의 진정한 의미가 사라졌다고 불평하는 인물이 등장한다.
미국 일부 지역에서는 아직 크리스마스를 축하하는 것이 일반적이지 않았지만, 1856년 헨리 워즈워스 롱펠로는 뉴잉글랜드에서 “크리스마스에 대한 과도기적 상태”를 감지했다. 그는 “오래된 청교도 정신이 크리스마스를 유쾌하고 따뜻한 명절로 만드는 것을 방해하지만, 해가 갈수록 점점 그렇게 되어간다”고 기록했다. 펜실베이니아주 리딩의 한 신문은 1861년에 “지금까지 크리스마스를 외면해온 장로교도 친구들마저 교회 문을 열고 구세주의 탄생을 기념하기 위해 모였다”고 보도했다.
1864년, 일리노이주 록퍼드의 제일 회중교회(The First Congregational Church)는 “진정한 청교도 혈통”임에도 불구하고 “성대한 크리스마스 축제를 준비 중”이라고 한 기자가 전했다. 1860년까지 뉴잉글랜드를 포함한 14개 주가 크리스마스를 법정 공휴일로 지정했다. 1875년, 루이스 프랭이 미국에 크리스마스 카드를 소개했다. 1870년 6월 28일, 크리스마스는 미국의 공식 연방 공휴일로 선포되었다.

### 20세기와 21세기

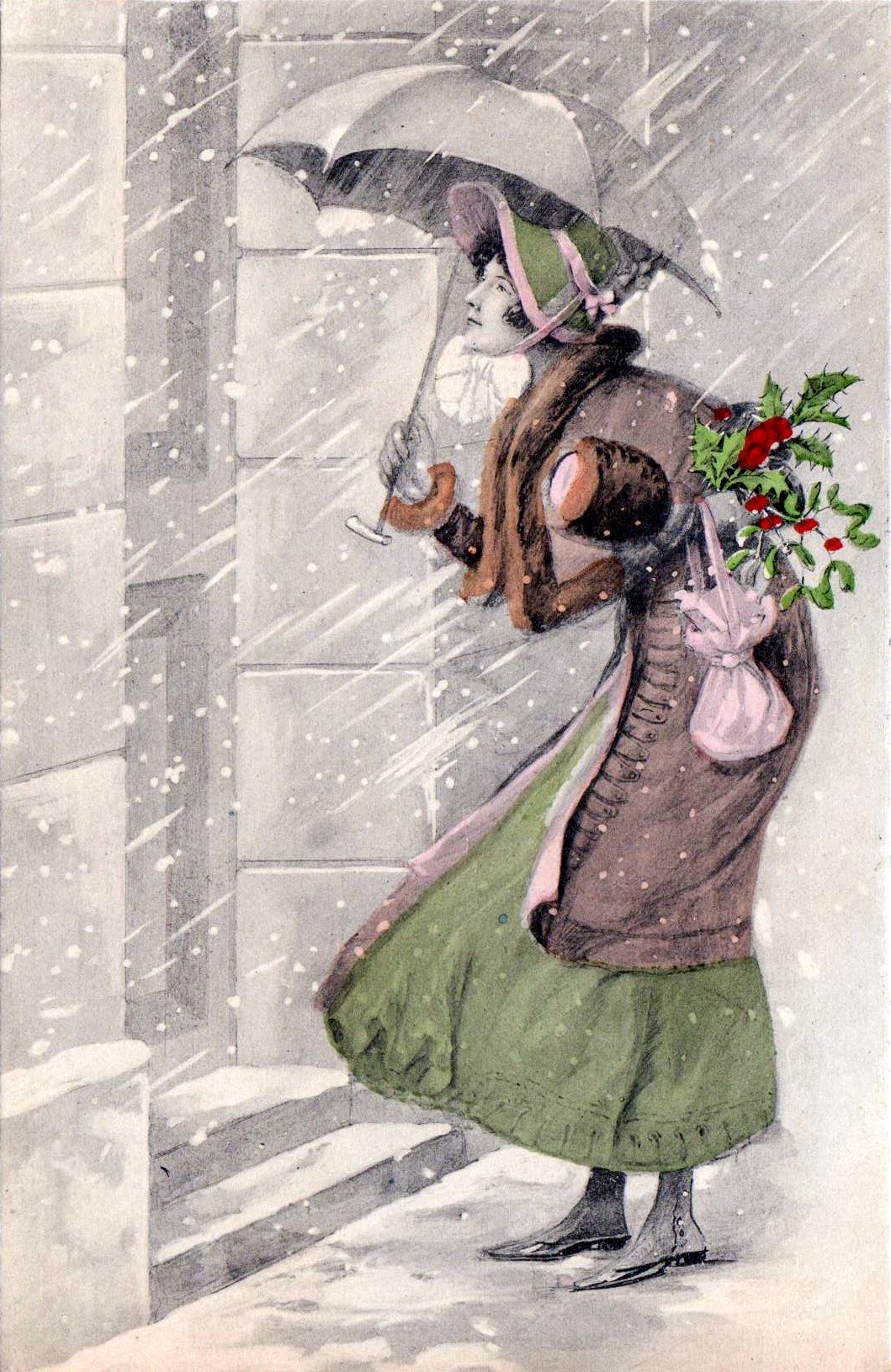
크리스마스 카드.c. 1910

제1차 세계 대전 동안, 특히 1914년에 교전 중인 군대 사이에서 크리스마스에 비공식적으로 휴전을 하는 일이 몇몇 일어났다. 이러한 휴전은 전투 중인 병사들이 자발적으로 조직한 것으로, 하루 동안 전쟁의 긴장을 완화하기 위해 서로에게 총을 쏘지 않겠다고 약속하거나, 심지어 적군과의 친근한 교류, 선물 교환, 스포츠 활동까지 이어지기도 했다.
1917년 소비에트 연방이 수립된 후 국가 무신론 정책 아래 크리스마스를 비롯한 다른 기독교 명절들은 공공장소에서 금지되었다. 1920년대부터 1940년대까지, 무신론자 단체인 '전투적 무신론자 연맹'은 학교 학생들에게 크리스마스 트리와 같은 크리스마스 전통과 부활절 등 다른 기독교 명절에 반대하는 캠페인을 장려했다. 이들은 대체 명절로 매달 31일을 반종교적 명절로 지정하기도 했다. 이러한 탄압이 정점에 달했던 1929년 크리스마스에는 모스크바의 어린이들이 명절에 항의하기 위해 십자가에 침을 뱉도록 장려되었다. 그 대신 크리스마스 트리나 선물 교환과 같은 명절 요소들은 신년 축제로 옮겨졌다. 1991년 소비에트 연방이 해체된 후에야 탄압이 끝나고 70년 만에 러시아에서 정교회의 크리스마스가 다시 국가 공휴일로 지정되었다. 이는 나치 독일에서도 비슷해서, “나치 이데올로기들은 조직화된 종교를 전체주의 국가의 적으로 보았기 때문에, 선전가들은 크리스마스의 기독교적 요소를 축소하거나 완전히 제거하려 했다”. 또한 “선전가들은 기독교적 주제를 배제하고, 대신 나치 정권의 인종 이데올로기를 담은 ‘나치화된 크리스마스 노래’를 끊임없이 홍보했다”.
크리스마스 축제가 전통적인 기독교 문화권 외의 지역으로 확산되면서, 일부 무슬림 다수 국가들은 크리스마스가 이슬람을 약화시킨다는 이유로 이를 금지하기 시작했다. 2023년에는 예수가 태어난 것으로 알려진 베들레헴에서도 공공 크리스마스 축제가 취소되었다. 팔레스타인 내 여러 기독교 교파 지도자들은 이스라엘-하마스 전쟁의 지속을 이유로 축제 취소를 만장일치로 결정했다.

#### 한국에서
한국은 19세기 말 개신교가 들어오며 크리스마스 문화가 도입되었다. 1887년 호러스 그랜트 언더우드 선교사의 집에서 한국인들이 크리스마스를 기념한 것이 기록된 첫번째 사례이다. 이후 배재학당 등 개신교 선교사들이 주도하여 설립한 교육시설들에서도 크리스마스를 기념했다. 독립신문 역사 1897년에 서양에서 성탄절을 기념일로 지킨다고 적으며, 독립신문 역시 당일에 출간하지 않았다.
현대와 같이 크리스마스를 지키기 시작한 것은 일제강점기 이후 서구의 문화가 일반적으로 들어오기 시작하면서부터였다. 일본에서는 1900년(메이지 33년), 메이디야가 긴자에 진출하면서 크리스마스 상업 활동이 시작된 것이 일본에서 크리스마스가 받아들여진 중요한 계기가 되었다. 이후 일제강점기 조선에서도 매일신보 등이 크리스마스 문화를 보도하였지만, 1920년대까지는 기독교인들을 중심으로 한 행사에 머물렀다.
크리스마스 문화가 본격적으로 퍼지기 시작한 것은 1926년 12월 25일에 다이쇼 천황이 사망하고, 1927년 3월 4일에 당시의 휴일법이 개정되어 ‘다이쇼천황제’(12월 25일)가 설정된 것이다. 이로 인해 크리스마스는 12월 25일이 공휴일로 지정된 이 시기부터 일본 제국에 널리 보급되기 시작했다. 1928년 아사히신문에는 “크리스마스는 이제 일본의 연중행사가 되었고, 산타클로스는 일본 어린이의 것이 되었다”고 보도될 정도로 크리스마스가 정착되었다.
경성에서도 화신연쇄점 등 경성부의 상업시설도 크리스마스를 이용하기 시작했는데, 1930년대에 모던걸/모던보이가 사회현상으로 자리잡으며 크리스마스 역시 널리 퍼졌다. 윤치호는 1933년에 크리스마스가 쇼핑과 합쳐져 세속화된 것을 비판하기도 하였다.
해방된 이후 미군정은 미국의 기념일들을 이식하여 크리스마스 역시 공휴일로 지정했다. 이후 이승만을 비롯해 친 개신교 인사들이 정권을 잡으며 크리스마스는 계속 공휴일로 남게 되었다.

## 시기
크리스마스는 태양력으로 12월 25일이다. 다만, 동방 교회의 크리스마스는 1월 7일(율리우스력의 12월 25일)로 서방 교회보다 13일이 늦다. 이는 천주교(1582년부터)와 개신교(영국에서는 1752년부터)가 그레고리력을 교회력으로 채택하고 있는 것과 달리, 동방 정교회가 율리우스력을 교회력으로 계속 쓰고 있기 때문이다. 몰도바와 레바논, 벨라루스, 우크라이나 등 일부 국가는 그레고리력과 율리우스력 각각의 12월 25일(그레고리력 기준 12월 25일과 1월 7일 두 날)을 모두 크리스마스로 인정하고 있다.
크리스마스의 본래 의미는 예수의 탄생을 기념하는 것이지만, 불교에서 석가모니의 태어남을 기념하는 부처님 오신 날의 풍경과는 달리 현재는 축전의 성격이 더 강하다. 일반적으로 12월 24일을 전야제로서 '크리스마스 이브'라 하며, 일부 나라에서는 크리스마스 다음 날을 박싱 데이(Boxing Day)라고 부르기도 한다.
기독교와 서구 문명이 퍼지면서 크리스마스는 세계 여러 나라에서 기리는 명절이 되어 17세기 초 명나라에서는 서광계의 근거지 쉬자후이에서 크리스마스 이벤트가 열렸다. 한민족 역사상 최초로 크리스마스를 기념한 곳은 독립신문이었고, 일제강점기에는 일본에 의해 크리스마스가 탄압받은 적이 있었다. 대한민국에서는 1949년부터 기독탄생일이라는 명칭으로 공휴일로 지정되었다. 법정 명칭은 기독탄신일이나 관용적으로는 크리스마스가라는 표현이 더 많이 쓰이며, 대한민국의 대부분 학교들은 크리스마스 즈음에 겨울 방학을 시작한다.
사우디아라비아, 이란, 오만, 아랍에미리트 같은 이슬람교 우세 국가들에서는 크리스마스가 공휴일은 아니지만, 기독교를 신앙하는 직장인들이 예배에 참석할 수 있도록 배려하는 경우가 대부분이다.
중화인민공화국의 경우 홍콩, 마카오 등 특별자치지역에서만 크리스마스가 공휴일이며, 기독교 인구가 매우 적은 국가인 일본에서는 공휴일이 아니다. 조선민주주의인민공화국도 크리스마스를 공휴일로 취급하지 않는다. 중화민국의 경우는 크리스마스 날짜인 12월 25일이 공휴일인데, 이는 크리스마스와 무관하게 제헌절이기 때문이다.
북반구에서는 겨울에, 남반구에서는 여름에 크리스마스를 맞는다.

### 공휴일 타당성 논란
대한민국에서는 정교 분리의 원칙을 명시한 헌법 제20조 2항에 위배되며 종교적 형평성에도 어긋난다는 이유로 크리스마스를 공휴일에 포함시키는 것에 대한 문제 지적이 1960년대부터 계속 있어왔다. 1975년 부처님 오신 날이 공휴일로 추가 지정되면서 이러한 논란은 더욱 복잡한 양상이 되었다. 2008년 제헌절이 대한민국의 법정 공휴일에서 제외된 이후에도 종교 기념일의 공휴일 문제가 거론되었다.

## 풍습

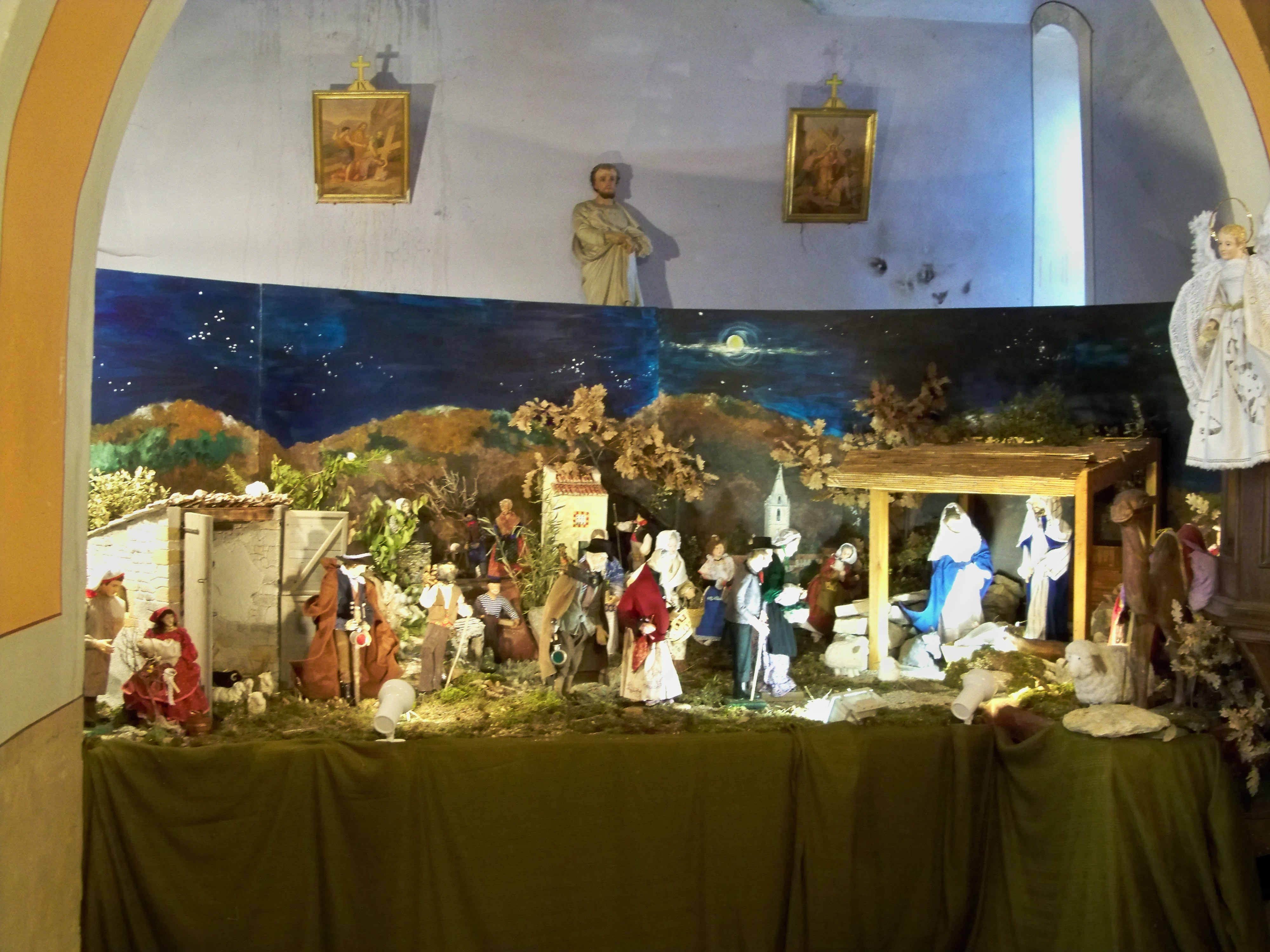
프랑스에서는 많은 교회들의 내부 또는 외부에 '탄생 장면'이 꾸며진다

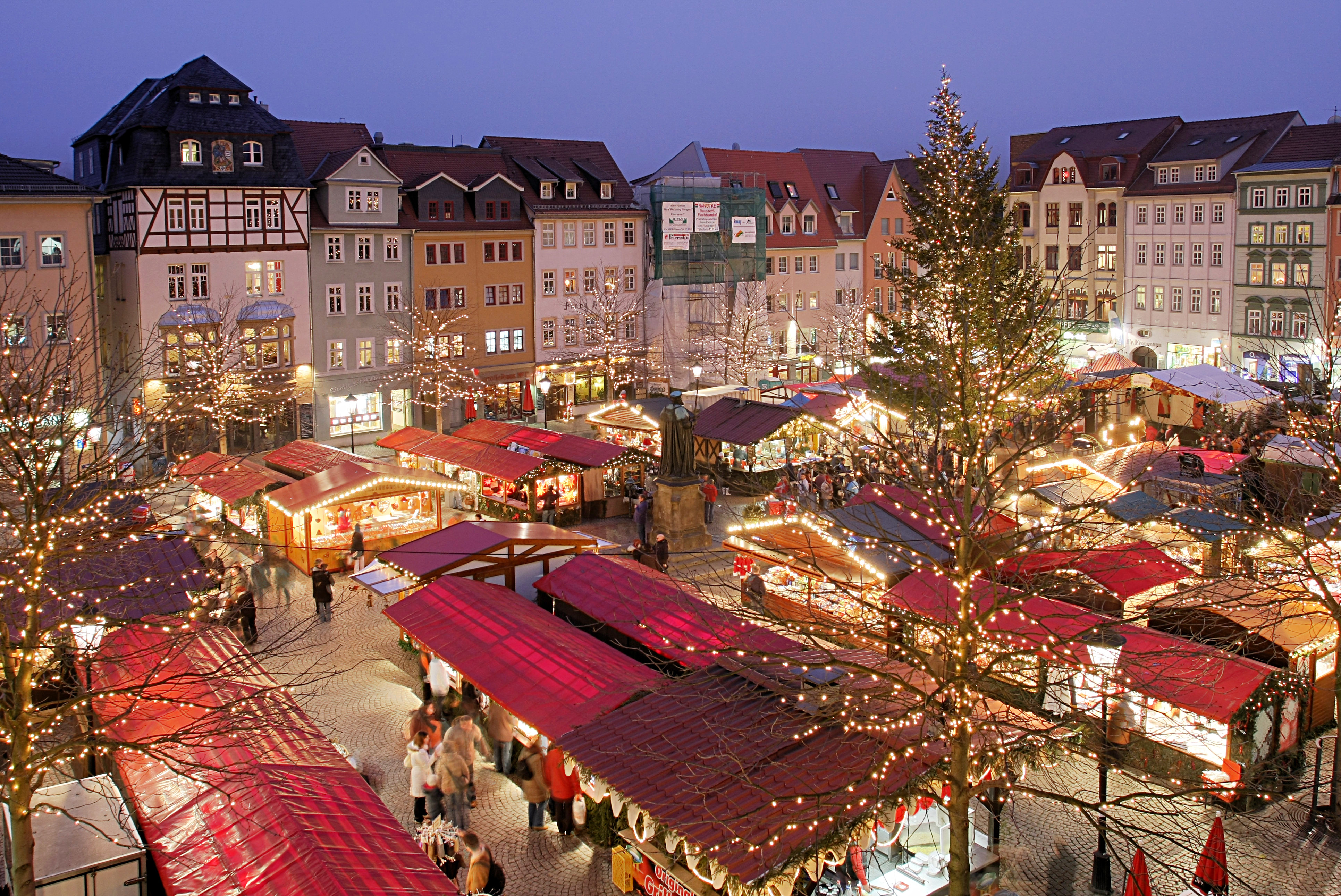
독일 예나의 크리스마스 시장

크리스마스 이브에는 양말을 걸어두고 선물을 기다리기도 한다. 이 풍습은 4세기에 동로마 제국 소아시아(지금의 터키) 지역의 성 니콜라우스로부터 시작됐다. 어느 날 니콜라우스는 한 가난한 집의 세 딸이 지참금이 없어 결혼을 못 올리는 딱한 사연을 듣고, 몰래 그 집 굴뚝으로 금 주머니를 떨어뜨렸는데 이것이 벽난로에 걸어둔 양말 속으로 들어갔다고 한다. 산타클로스가 크리스마스 때 선물을 나누어 준다는 이야기는 미국에서 일반화되었다.

### 산타클로스
산타클로스(Santa Clause)는 터키 뮈라에서 활동한 보편교회 시기의 주교 성 니콜라우스이며, 니콜라우스와 그의 선행을 원형으로, 성탄 전날 밤에 착한 아이들(good children)의 집에 선물을 가져다주는 전설 속의 할아버지라는 전설이 생겨났다.
현재의 산타클로스를 코카콜라의 마케팅에서 사용해 흔히 붉은색 옷을 입었다고 생각하지만, 산타클로스의 전통적인 색상은 녹색이었다. 그리고 순록과 썰매로 하늘도 난다는 이야기는 성 니콜라우스 이야기와 북유럽의 전설, 미국의 상업주의가 결합하여 생겼다. 산타클로스는 20세기 미국에서 생성한 상업적 설화이다.

### 크리스마스 트리
크리스마스 트리는 크리스마스를 기념해서 집 뜰이나 방에 장식하는 나무다. 1605년 스트라스부르에서 처음 사용되었다.

### 캐럴
크리스마스 캐럴은 14세기 가톨릭 미사 음악으로 나타났으며, 크리스마스를 즐기고 축하하기 위해 크리스마스 즈음해서 듣는 음악이다. 대표적인 것으로 고요한 밤 거룩한 밤, 기쁘다 구주 오셨네, We Wish You a Merry Christmas, 북치는 소년, 창밖을 보라(Look out the window), Santa Claus is Coming to Town, 루돌프 사슴코, 징글벨, 징글벨 락, 화이트 크리스마스(White Christmas), 저 들 밖에 한밤중에(The First Noel), Have yourself a merry little christmas, 소나무야(O Tannenbaum),  O Holy Night, The Twelve Days of Christmas, Let it snow, It's The Most Wonderful Time Of The Year와 같은 노래가 있다.

### 카드
크리스마스 카드는 친구나 친척들 사이에서 서로 크리스마스를 축하하는 문구를 전하기 위해 많이 쓴다. 보통 크리스마스를 축하하는 그림을 같이 그리기도 한다.

### 크리스마스 음식
크리스마스가 되면 칠면조 구이나 크리스마스 푸딩, 케이크를 먹곤 한다. 각 나라마다 다양한 크리스마스 요리가 있는데 노르웨이에서는 크리스마스가 되면 레프세라는 빵을 즐겨 먹으며 이탈리아에서는 카폰 마그로를 즐겨 먹는다. 일본에서는 KFC에서 '크리스마스 파티 배럴'을 사 와서 먹는 경우가 많다.

### 인사
크리스마스가 되면 가족, 친구 등 주변 사람들에게 "메리 크리스마스" 또는 "해피 크리스마스"라고 인사를 하기도 한다. 21세기 들어서는 미국에서 타 종교인을 배려한다는 이유로 'Happy Holidays'나 'Season's Greetings'라고 인사를 하는 경우가 더 많아졌다.

## 크리스마스 기부 캠페인
- 대한사회복지회 - 보호 시설 아동에게 연말 크리스마스 선물을 전합니다.

## 휴일인 나라

크리스마스 (12월 24/25일 또는 1월 6/7일)를 공식 휴일로 지정한 나라

(그레고리력을 기준으로 함)

### 크리스마스 당일만 공휴일 국가
- 아르메니아 — 1월 6일 (아르메니아 사도 교회 우세 국가)
- 아르헨티나 — 12월 25일
- 벨기에 — 12월 25일
- 브라질 — 12월 25일
- 조지아 — 1월 7일 (정교회 우세 국가. 정교회 크리스마스)
- 요르단 — 12월 25일
- 카자흐스탄 — 1월 7일 (러시아계 민족 거주. 정교회 크리스마스, 대체휴일 적용)
- 키르기즈스탄 — 1월 7일 (러시아계 민족 거주. 정교회 크리스마스, 대체휴일 적용)
- 마케도니아 공화국 — 1월 7일 (정교회 우세 국가. 정교회 크리스마스, 대체휴일 적용)
- 멕시코 — 12월 25일
- 포르투갈 — 12월 25일
- 러시아 — 1월 7일 (정교회 우세 국가. 정교회 크리스마스) (1991년 1월부터 크리스마스 다시 기념 실시. 1918년 1월부터 1990년 말까지 소련 시대에 공산주의 무신론이 국시여서 크리스마스 등 모든 종교 휴일을 기념하지 않았음)
- 대한민국 — 12월 25일 (1960년 공휴일 중복제 적용)
- 세르비아 — 1월 7일 (정교회 우세 국가. 정교회 크리스마스)
- 미국 — 12월 25일 (대체 휴일 적용)
- 우루과이 — 12월 25일
- 필리핀 — 12월 25일
- 프랑스 — 12월 25일

### 크리스마스 포함 2일 연휴 국가
- 오스트레일리아 — 12월 25일, 12월 26일[98]
- 오스트리아 — 12월 25일, 12월 26일
- 벨라루스 — 12월 25일(천주교), 1월 7일(정교회 우세 국가. 정교회 크리스마스)[99]
- 영국 — 12월 25일, 12월 26일[98]
- 헝가리 — 12월 25일, 12월 26일
- 독일 — 12월 25일, 12월 26일
- 그리스 — 12월 25일, 12월 26일 (신율리우스 달력 기준) (정교회 우세 국가)
- 홍콩 — 12월 25일, 12월 26일[98]
- 아일랜드 — 12월 25일, 12월 26일
- 스페인 — 12월 25일, 12월 26일
- 이탈리아 — 12월 25일, 12월 26일
- 캐나다 — 12월 25일, 12월 26일[98]
- 레바논 — 1월 6일 (아르메니아 전통), 12월 25일 (그레고리력 기준)
- 룩셈부르크 — 12월 25일, 12월 26일
- 마카오 — 12월 25일, 12월 26일[98]
- 네덜란드 — 12월 25일, 12월 26일
- 뉴질랜드 — 12월 25일, 12월 26일[98]
- 노르웨이 — 12월 25일, 12월 26일
- 폴란드 — 12월 25일, 12월 26일
- 루마니아 — 12월 25일, 12월 26일 (신율리우스 달력 기준) (정교회 우세 국가)
- 우크라이나 — 12월 25일(천주교), 1월 7일(정교회 우세 국가. 정교회 크리스마스)
- 핀란드 — 12월 25일, 12월 26일
- 크로아티아 — 12월 25일, 12월 26일
- 스웨덴 — 12월 25일, 12월 26일
- 슬로베니아 - 12월 25일, 12월 26일

### 크리스마스 포함 3일 연휴 국가
- 불가리아 — 12월 24일, 12월 25일, 12월 26일[100] (신율리우스 달력 기준) (정교회 우세 국가)
- 덴마크 — 12월 24일, 12월 25일, 12월 26일
- 라트비아 — 12월 24일, 12월 25일, 12월 26일[101]
- 리투아니아 — 12월 24일, 12월 25일, 12월 26일[102]
- 몰도바 — 12월 25일, 1월 7일, 1월 8일[103]
- 슬로바키아 — 12월 24일, 12월 25일, 12월 26일
- 체코 공화국 — 12월 24일, 12월 25일, 12월 26일
- 에스토니아 — 12월 24일, 12월 25일, 12월 26일

## 같이 보기
| - 기독교 - 구세군 - 예수 - 크리스마스 이브 - 박싱 데이 - 주현절 - 부활절 - 그레고리력 - 율리우스력 | - 산타클로스 - 루돌프 - 화이트 크리스마스 - 메리 크리스마스 - 크리스마스 정전 - 크리스마스 트리 - 크리스마스 등불 - 크리스마스 시장 - 크리스마스 카드 - 크리스마스 씰 | - 크리스마스 노래 - 크리스마스 캐럴 - Jingle Bell Rock - The Christmas Song - 고요한밤 거룩한밤 - 펠리스 나비다 - 크리스마스 볼 - 럭키문 - 크리스마스에 뜨는 보름달 - 크리스마스 요리 목록 |

## 주해
1. ↑  X-mas는 그리스어에서 유래 되었다.[1]
2. ↑  Traupman, J. C. Latin and English Dictionary. (Philadelphia: St. Joseph's University)에 따르면, 원래 의미는 '사물들의 덩어리'와 '사람들이 모인 집회'를 의미함. 이 단어는 '감사함', '성찬'을 의미하는 헬라어 '유카리스티아'(εὐχαριστία)의 번역 단어로 사용되며 예배, 예식, 미사의 의미가 되었음.
3. ↑  로마제국 황제 중 출생일 기록이 없는 황제가 있을 정도로 그리스-로마, 헬라어 문화에서 귀족이나 왕족도 출생년을 알지만 출생일을 모르는 경우가 흔했고, 출생년도를 모르는 경우도 있었다. 출생일을 모르는 경우 문헌 작성시 사망일을 잉태된 날로 기준 삼아 나이를 계산하곤 하였다.
4. ↑  당시 명나라에서는 양력을 쓰지 않았다. 양력 12월 25일은 당시 사용했던 음력을 기준으로 11월 초순~12월 상순이였고 윤달인 경우 윤11월이었다. 양력 12월 25일을 현재의 음력으로 환산하면 11월 3일~12월 4일이며 21세기에는 음력 11월 4일~음력 12월 3일에만 양력 12월 25일이 오고, 2033년에는 크리스마스가 윤달 (윤11월)에 낄 수도 있다.
5. ↑  대체휴일제도 미 적용. 따라서 크리스마스가 주말 (토요일, 일요일)이어도 공휴일은 연장되지 않는다. 2021년 이후에도 새해 첫날, 부처님오신날, 현충일, 크리스마스는 대체휴일제를 적용하지 않는다.
6. ↑  1974년 이전에는 기독탄생일.
7. ↑  유럽과 미국에서는 크리스마스를 전후하여 1~2주 간의 짧은 방학을 가지고 (이를 크리스마스 방학 (혹은 1학기 방학)이라고 한다.), 오스트레일리아와 뉴질랜드는 크리스마스가 여름 방학 중에 있다. 오스트레일리아와 뉴질랜드의 크리스마스는 여름에 있기 때문.
8. ↑  이슬람교가 우세한 나라인데도 크리스마스가 공휴일인 예외적인 경우는 있다. 대표적인 예가 요르단, 레바논과 인도네시아이다. 특히 레바논은 크리스마스를 2번에 걸쳐서 지낸다.
9. ↑  일본에서도 각급 학교 (소학교, 중학교, 고등학교, 대학)는 이 시기를 전후하여 겨울 방학을 한다.
10. ↑  이러한 이유로 신베이시 승격이 12월 25일에 이루어졌다.
11. ↑  열대 지방인 경우 북반구에서는 건기에, 남반구에서는 우기에 크리스마스가 온다.
12. ↑  물론 크리스마스 근방에 생일을 맞은 사람은 크리스마스 선물과 생일 선물을 모아서 받는 경우가 많다.